# کی.ان. سینگ
کی. ان. سینگ (انگلیسی: K. N. Singh؛ ۱ سپتامبر ۱۹۰۸ – ۳۱ ژانویه ۲۰۰۰) یک هنرپیشه اهل هند بود.

## فیلم‌شناسی
- تقدیر
- دشمن
- مجبور
- دوستانه
- آواره
- باران
- شب بارانی
- آنچه که حرکت می‌کند یک ماشین است
- همایون
- آمپرالی
- عروس داماد
- مدال طلا
- دو دزد
- او که بود؟
- پسربچه
- قانون
- سی.آی. دی
- پل هوراه
- شاهین
- فیل‌ها دوست من هستند
- خانه شماره ۴۴
- سایه من
- خدای من
- شریک زندگی من
- چه احمقی
- ساگینا
- آرمان
- آن که رشد می‌کند ریش است